# 滇东杜根藤
滇东杜根藤（学名：Calophanoides xerobatica）为爵床科杜根藤属的植物。分布于中国大陆的四川、云南等地，生长于海拔1,900米至2,400米的地区，目前尚未由人工引种栽培。